# Oetophorus obscurus
Oetophorus obscurus là một loài tò vò trong họ Ichneumonidae.